# Campeonato de Apertura de Chile 1938
El Campeonato de Apertura de Chile 1938 o Copa Apertura 1938 fue la 4° edición de la antigua copa doméstica profesional de fútbol de Chile, correspondiente a la temporada 1938.
Su organización estuvo a cargo de la Asociación de Football Profesional de Santiago, se jugó desde el 10 de abril hasta 15 de mayo de 1938 y contó con la participación de ocho equipos.
El campeón fue Colo-Colo, que, con una victoria por 3-1 ante Audax Italiano en la final, se adjudicó su segundo título del Campeonato de Apertura de Chile.

## Datos de los equipos participantes
Participaron ocho equipos en total: seis de los que integraron inicialmente la Primera División de Chile 1938, más Universidad Católica y Universidad de Chile, equipos pertenecientes a la Serie B de Chile. Ambos fueron puestos a prueba en el Campeonato de Apertura a fin de aceptar el ascenso de uno de ellos a la primera categoría profesional.
| Equipo               |
| -------------------- |
| Audax Italiano       |
| Badminton            |
| Colo-Colo            |
| Magallanes           |
| Santiago Morning     |
| Unión Española       |
| Universidad Católica |
| Universidad de Chile |

## Aspectos generales

### Modalidad
La competición se jugó bajo el sistema de eliminación directa, en partido único, hasta dejar un único competidor que resultaba campeón.
Cada partido se jugó en dos tiempos de 40 minutos más una prórroga de dos tiempos suplementarios de 10 minutos cada uno, 20 minutos en total, en caso de empate.

## Desarrollo
|  | Cuartos de final     | Cuartos de final |                |                | Semifinales | Semifinales |  |           | Final | Final |  |
|  |                      |                  |                |                |             |             |  |           |       |       |  |
|  |                      |                  |                |                |             |             |  |           |       |       |  |
|  | Colo-Colo            | 6                |                |                |             |             |  |           |       |       |  |
|  | Colo-Colo            | 6                |                |                |             |             |  |           |       |       |  |
|  | Universidad Católica | 2                |                |                |             |             |  |           |       |       |  |
|  | Universidad Católica | 2                |                | Colo-Colo      | 2           |             |  |           |       |       |  |
|  |                      |                  |                | Colo-Colo      | 2           |             |  |           |       |       |  |
|  |                      |                  | Magallanes     | 1              |             |             |  |           |       |       |  |
|  | Magallanes           | 6                | Magallanes     | 1              |             |             |  |           |       |       |  |
|  | Magallanes           | 6                |                |                |             |             |  |           |       |       |  |
|  | Unión Española       | 2                |                |                |             |             |  |           |       |       |  |
|  | Unión Española       | 2                |                |                |             |             |  | Colo-Colo | 3     |       |  |
|  |                      |                  |                |                |             |             |  | Colo-Colo | 3     |       |  |
|  |                      |                  | Audax Italiano | 1              |             |             |  |           |       |       |  |
|  | Audax Italiano       | 2                | Audax Italiano | 1              |             |             |  |           |       |       |  |
|  | Audax Italiano       | 2                |                |                |             |             |  |           |       |       |  |
|  | Universidad de Chile | 1                |                |                |             |             |  |           |       |       |  |
|  | Universidad de Chile | 1                |                | Audax Italiano | 2           |             |  |           |       |       |  |
|  |                      |                  |                | Audax Italiano | 2           |             |  |           |       |       |  |
|  |                      |                  | Badminton      | 1              |             |             |  |           |       |       |  |
|  | Badminton            | 5                | Badminton      | 1              |             |             |  |           |       |       |  |
|  | Badminton            | 5                |                |                |             |             |  |           |       |       |  |
|  | Santiago Morning     | 4                |                |                |             |             |  |           |       |       |  |
|  | Santiago Morning     | 4                |                |                |             |             |  |           |       |       |  |
|  |                      |                  |                |                |             |             |  |           |       |       |  |

### Primera fase
| Campeonato de Apertura de Chile 1938 Primera fase; 10 de abril de 1938 14:50 | Colo-Colo                             | 6:2 | Universidad Católica | Campos de Sports, Ñuñoa, Santiago (Chile) |                        |
|                                                                              | Sorrel · Arancibia · Flores · Carmona |     | Anotado · Anotado    | Árbitro(s): José Gámez                    | Árbitro(s): José Gámez |

| Campeonato de Apertura de Chile 1938 Primera fase; | Magallanes | 6:2 | Unión Española |  |  |
|                                                    | Anotado    |     | Anotado        |  |  |

| 17 de abril de 1938, 14:45 | Audax Italiano        | 2:1 | Universidad de Chile | Campos de Sports de Ñuñoa, Santiago (Ñuñoa) |                          |
|                            | Bolaños 37' · Giudice |     | Suárez 20'           | Árbitro(s): Felipe Horta                    | Árbitro(s): Felipe Horta |

|  | Badminton | 5:4 | Santiago Morning |  |  |
|  | Anotado   |     | Anotado          |  |  |

### Semifinales
|  | Colo-Colo | 2:1 | Magallanes |  |  |
|  | Anotado   |     | Anotado    |  |  |

|  | Audax Italiano | 2:1 | Badminton |  |  |
|  | Anotado        |     | Anotado   |  |  |

### Final
|       | POR | Pedro Fernández  |  |
|       | DEF | Santiago Salfate |  |
|       | DEF | Eduardo Camus    |  |
|       | MED | Juan Montero     |  |
|       | MED | José Pastene     |  |
|       | MED | Nemesio Tamayo   |  |
|       | DEL | Enrique Sorrel   |  |
|       | DEL | Manuel Arancibia |  |
|       | DEL | Segundo Flores   |  |
|       | DEL | Arturo Carmona   |  |
|       | DEL | Roberto Luco     |  |
| D. T. |     |                  |  |

|       | POR | Mario Jones       |     |
|       | DEF | Humberto Roa      |     |
|       | DEF | Ascanio Cortés    |     |
|       | MED | Roberto Cabrera   | 40' |
|       | MED | Guillermo Riveros |     |
|       | MED | Enrique Araneda   |     |
|       | DEL | Tomás Ojeda       |     |
|       | DEL | Carlos Giudice    |     |
|       | DEL | Bolaños           |     |
|       | DEL | Torrico           |     |
|       | DEL | Pasalacqua        | 40' |
| D. T. |     |                   |     |

|  | MED | Max Fischer  | 40' |
|  | DEL | Luis Cabrera | 40' |

| 2' · 8' · 55' | Enrique Sorrel Manuel Arancibia Ascanio Cortés | 1-0 2-0 3-0 |

| Anotado · Penal | Carlos Giudice | 3-1 |

| 65' | Humberto Roa |

| Principal | Alfredo Vargas |

|       | POR | Pedro Fernández  |  |
|       | DEF | Santiago Salfate |  |
|       | DEF | Eduardo Camus    |  |
|       | MED | Juan Montero     |  |
|       | MED | José Pastene     |  |
|       | MED | Nemesio Tamayo   |  |
|       | DEL | Enrique Sorrel   |  |
|       | DEL | Manuel Arancibia |  |
|       | DEL | Segundo Flores   |  |
|       | DEL | Arturo Carmona   |  |
|       | DEL | Roberto Luco     |  |
| D. T. |     |                  |  |

|       | POR | Mario Jones       |     |
|       | DEF | Humberto Roa      |     |
|       | DEF | Ascanio Cortés    |     |
|       | MED | Roberto Cabrera   | 40' |
|       | MED | Guillermo Riveros |     |
|       | MED | Enrique Araneda   |     |
|       | DEL | Tomás Ojeda       |     |
|       | DEL | Carlos Giudice    |     |
|       | DEL | Bolaños           |     |
|       | DEL | Torrico           |     |
|       | DEL | Pasalacqua        | 40' |
| D. T. |     |                   |     |

|  | MED | Max Fischer  | 40' |
|  | DEL | Luis Cabrera | 40' |

| 2' · 8' · 55' | Enrique Sorrel Manuel Arancibia Ascanio Cortés | 1-0 2-0 3-0 |

| Anotado · Penal | Carlos Giudice | 3-1 |

| 65' | Humberto Roa |

| Principal | Alfredo Vargas |

|       | POR | Pedro Fernández  |  |
|       | DEF | Santiago Salfate |  |
|       | DEF | Eduardo Camus    |  |
|       | MED | Juan Montero     |  |
|       | MED | José Pastene     |  |
|       | MED | Nemesio Tamayo   |  |
|       | DEL | Enrique Sorrel   |  |
|       | DEL | Manuel Arancibia |  |
|       | DEL | Segundo Flores   |  |
|       | DEL | Arturo Carmona   |  |
|       | DEL | Roberto Luco     |  |
| D. T. |     |                  |  |

|       | POR | Mario Jones       |     |
|       | DEF | Humberto Roa      |     |
|       | DEF | Ascanio Cortés    |     |
|       | MED | Roberto Cabrera   | 40' |
|       | MED | Guillermo Riveros |     |
|       | MED | Enrique Araneda   |     |
|       | DEL | Tomás Ojeda       |     |
|       | DEL | Carlos Giudice    |     |
|       | DEL | Bolaños           |     |
|       | DEL | Torrico           |     |
|       | DEL | Pasalacqua        | 40' |
| D. T. |     |                   |     |

|  | MED | Max Fischer  | 40' |
|  | DEL | Luis Cabrera | 40' |

| 2' · 8' · 55' | Enrique Sorrel Manuel Arancibia Ascanio Cortés | 1-0 2-0 3-0 |

| Anotado · Penal | Carlos Giudice | 3-1 |

| 65' | Humberto Roa |

| Principal | Alfredo Vargas |

|       | POR | Pedro Fernández  |  |
|       | DEF | Santiago Salfate |  |
|       | DEF | Eduardo Camus    |  |
|       | MED | Juan Montero     |  |
|       | MED | José Pastene     |  |
|       | MED | Nemesio Tamayo   |  |
|       | DEL | Enrique Sorrel   |  |
|       | DEL | Manuel Arancibia |  |
|       | DEL | Segundo Flores   |  |
|       | DEL | Arturo Carmona   |  |
|       | DEL | Roberto Luco     |  |
| D. T. |     |                  |  |

|       | POR | Mario Jones       |     |
|       | DEF | Humberto Roa      |     |
|       | DEF | Ascanio Cortés    |     |
|       | MED | Roberto Cabrera   | 40' |
|       | MED | Guillermo Riveros |     |
|       | MED | Enrique Araneda   |     |
|       | DEL | Tomás Ojeda       |     |
|       | DEL | Carlos Giudice    |     |
|       | DEL | Bolaños           |     |
|       | DEL | Torrico           |     |
|       | DEL | Pasalacqua        | 40' |
| D. T. |     |                   |     |

|  | MED | Max Fischer  | 40' |
|  | DEL | Luis Cabrera | 40' |

| 2' · 8' · 55' | Enrique Sorrel Manuel Arancibia Ascanio Cortés | 1-0 2-0 3-0 |

| Anotado · Penal | Carlos Giudice | 3-1 |

| 65' | Humberto Roa |

| Principal | Alfredo Vargas |

## Campeón
| Campeón Colo-Colo |
| 2º título         |